# وزارة جمال عبد الناصر السابعة
وزارة الرئيس جمال عبد الناصر السابعة هي الوزارة الثمانون في تاريخ مصر وتشكلت في 16 أغسطس 1961. وهو رابع تشكيل وزاري بعد الوحدة العربية بين مصر وسوريا، وتم فيه العدول عن نظام الوزارة المركزية والمجلسين التنفيذيين وان يكون لبعض الوزارات أكثر من وزير.:50:52

## أعضاء الحكومة
| الوزارة                       | الوزير                  |
| ----------------------------- | ----------------------- |
| رئيس مجلس الوزراء             | جمال عبد الناصر         |
| الحربية                       | عبد الحكيم عامر         |
| الداخلية                      | عباس رضوان              |
| الخارجية                      | محمود فوزي              |
| الاقتصاد والخزانة             | عبد المنعم القيسوني     |
| الاقتصاد والخزانة             | حسن عباس زكي            |
| الاقتصاد والخزانة             | أكرم ديري "سوري"        |
| الصحة                         | نور الدين طراف          |
| الصحة                         | شوكت القنواتي "سوري"    |
| العمل ووزير دولة              | كمال الدين رفعت         |
| العدل                         | نهاد القاسم             |
| الإدارة المحلية               | عبد المحسن أبو النور    |
| الإدارة المحلية               | جادو عز الدين           |
| الأوقاف                       | أحمد عبد الله طعيمة     |
| الأوقاف                       | يوسف مزاحم "سوري"       |
| الأشغال                       | أحمد عبده الشرباصي      |
| التموين                       | كمال رمزي إستينو        |
| الصناعة                       | عزيز صدقي               |
| المواصلات                     | مصطفى خليل              |
| الزراعة والإصلاح الزراعي      | سيد مرعي                |
| شئون رئاسة الجمهورية          | علي صبري                |
| الإسكان والمرافق              | طعمة العودة الله "سوري" |
| الثقافة والإرشاد القومي       | ثروت عكاشة              |
| السد العالي                   | موسى عرفة               |
| الإصلاح الزراعي               | أحمد جنيدي              |
| التموين                       | جمال صوفي               |
| الشئون الاجتماعية             | ثابت العريس "سوري"      |
| التعليم العالي                | أمجد الطرابلسي "سوري"   |
| التربية والتعليم              | السيد محمد يوسف         |
| البحث العلمي                  | صلاح الدين هدايت        |
| الدولة للزراعة وإصلاح الأراضي | أحمد الحاج يونس         |
| الدولة للإصلاح الزراعي        | أحمد محمد المحروقي      |
| الدولة للتخطيط                | أحمد علي فرج            |
| الدولة للتخطيط                | عبد الوهاب حومد "سوري"  |
| الدولة                        | أحمد حسني               |
| الدولة                        | فاخر الكيلاني           |
| الدولة                        | محمد عبد القادر حاتم    |
| الدولة                        | فريد زين الدين "سوري"   |

- استحدث في هذا التشكيل 6 وزارات جديدة هي: العمل، والإسكان، والسد العالي، والبحث العلمي، وإصلاح الأراضي، والتعليم العالي.
- من الوزارات التي كان لها أكثر من وزير: الاقتصاد والخزانة (3 وزراء), الزراعة واستصلاح الأراضي (وزيران), الإصلاح الزراعي (وزيران), التموين (وزيران), الدولة للتخطيط (وزيران), الإدارة المحلية (وزيران), الصحة (وزيران), الأوقاف (وزيران), أما باقي الوزارات فكان لها وزير واحد.

## تعديلات
- في 10 أكتوبر 1961 قبلت استقالة مجموعة كبيرة من الوزراء السوريين وهم:
  - عبد الوهاب حومد، فاخر الكيالي، أحمد الحاج يونس، شوكت القنواتي، نهاد القاسم، طعمة العودة الله، أمجد الطرابلسي، أحمد جنيدي، أكرم ديري، جادو عز الدين، جمال صوفي، ثابت العريس، يوسف مزاحم، فريد زين الدين
  - ندب زكريا محيي الدين لتولي أعمال وزارة العدل
  - ندب كمال الدين رفعت لتولي أعمال وزارة الشئون الاجتماعية